# パークス・アンド・レクリエーション
『パークス・アンド・レクリエーション』（Parks and Recreation）はNBCテレビジョン・ネットワークで放送されたアメリカ合衆国のコメディ番組である。主人公はエイミー・ポーラーが演じる架空のインディアナ州ポウニー市の公園緑地課の中流役人のレズリー・ノープである。グレッグ・ダニエルズとマイケル・シュアーが製作を務め、2009年4月9日に放送開始され、2015年に最終シーズンが放送された。撮影にはシングルカメラで、ドキュメンタリーの撮影隊が出演者を撮影しているような撮影方法のモキュメンタリー技法が採用されている。主演と助演としてラシダ・ジョーンズ、アジズ・アンサリ、ニック・オファーマン、オーブリー・プラザ、ポール・シュナイダー、クリス・プラット、アダム・スコット、ロブ・ロウ、ジム・オヘイアー、レッタと最終シーズンから主演キャストになったビリー・エイチナーが出演している。
脚本家たちは番組のためカリフォルニア州の政治を調べ、都市計画者と選挙事務所の人と話し合っている。ポーラー演じるレズリー・ホープはシーズン1の視聴者の『彼女はアホでイカれているように見える』という意見から大幅にキャラクター設定が変更されている。脚本家はポウニー市政府の閉鎖を世界金融危機から例えているといったように現実に起こった事柄を取り入れている。ゲスト出演する出演者もいて、彼らはよく複数のエピソードで登場する。
『パークス・アンド・レクリエーション』は第1シーズンで様々な評価を受けた。番組の設定とテンポを再構成した後、第2シーズンはより好評な評価を受けた。『パークス・アンド・レクリエーション』はプライムタイム・エミー賞のコメディ部門で5回のノミネーション、ゴールデングローブ賞ではポーラーが演技部門で1度受賞し、番組自体はゴールデングローブ賞 作品賞 (ミュージカル・コメディ部門)で1度ノミネーションされるといった、いくつかの賞で受賞やノミネートを受けている。『タイム誌』の2012年度末号で、『パークス・アンド・レクリエーション』は一番のテレビ番組であると評された。2013年、番組は4年連続ノミネートされていたTCAアワードのコメディ部門で初めて受賞された。『パークス・アンド・レクリエーション』は徐々にNBCの木曜日のゴールデンタイム枠の『Comedy Night Done Right』の番組となった。

## 内容

### シーズン1
『パークス・アンド・レクリエーション』は架空のインディアナ州ポウニーにある公園緑地課の副課長 レズリー・ホープ (演：エイミー・ポーラー) の活躍を取り上げている。看護師 アン・パーキンス (演：ラシダ・ジョーンズ) は彼女の家の隣にある建設中止になった市が保有する現場の穴を、同棲中の恋人 アンディ・ドゥワイヤー (演：クリス・プラット) が落ちて両脚を骨折したため、埋めるように要求する。レズリーは反体制でリバタリアニズムな課長のロン・スワンソン (演：ニック・オファーマン) が反対する中、穴を公園に変えると約束する。都市計画課でレズリーが気になる存在である マーク・ブレンダナウィクス (演：ポール・シュナイダー) は公園化プランは政府の繁文縟礼のため現実的ではないと主張するが、ロンを認可するように説得する。 レズリーと彼女の部下、嫌味で無能な理想主義者 トム・ハバーフォード (演：アジズ・アンサリ) と無関心な夏休みのインターン エイプリル・ラッジゲート (演：オーブリー・プラザ) は市民に穴について関心を持ってもらおうとするが、反発される。その後、アンは介護され続けたかったため骨折が完治したのを黙っていたアンディを家から追い出す。一方、酔ったマークはレズリーを穴に連れて、キスをする。しかし、彼女は酔った勢いで先に進みたくないと拒む。恥をかいたマークは誤って穴に落ち、怪我してしまう。

### シーズン2
アンはアンディと別れ、レズリーの承認のもとマークとの交際を始める。トムの魅力的な小児科医の妻 ウェンディ (演：ジェマ・ウィリアムソン) は移民ビザ習得のため結婚で、最終的に離婚する。ついに穴は埋まるが、ロンの最悪な離婚した2人目の妻で図書館を仕切る タミー その2 (演：メーガン・ムラーリー) が彼を誘惑し埋めた空き地を図書館にしようとするが、失敗に終わる。エイプリルはアンディに気があるが、彼はアンに未練がある。マークがアンに婚約をしようとするが、アン自身は彼に愛情がないと明らかになる。2人は別れ、マークは市役所を辞め、民間に転職する。一方、市の予算が赤字にために州の監査役 クリス・トレガー (演：ロブ・ロウ) と ベン・ワイアット (アダム・スコット) が一時的にポウニー市役所を閉鎖し、レズリーは不安でいっぱいになり、ロンは喜びに溢れる。一方、アンディもエイプリルに惹かれるが、彼女は彼がまだアンに未練があるのではと不安に思う。その後、アンはマークと別れた衝動でアンディとキスをしてしまい、エイプリルは怒り、彼を拒絶する。シーズンはトムが離婚した妻とロンが交際しているのを発見しショックを受け、終わる。

### シーズン3
レズリーは成功か失敗によって公園縁地課の今後の予算が決まる、過去に開催していたポウニー収穫祭を復活させることを決める。収穫祭に向けて準備している過程で、レズリーとベンは互いに惹かれ合う。数週間の準備期間とレズリーの努力によって、収穫祭は大成功を収める。アンとクリスは付き合い始めるが、彼がインディアナポリスに昔の仕事をするため戻ったため、2人は短期間で終わった。その後、クリスはポウニー市顧問になるため戻ってき、ベンもポウニーで仕事を得る。ロンがウェンディと付き合うことに嫉妬したトムは、タミー その2と付き合い始めるが、すぐ別れ、ロンとトムは仲直りする。アンディはエイプリルを取り戻し、交際を始める。その後たった数週間後に2人は結婚する。レズリーとベンは、クリスの職場恋愛禁止条例に反するため、隠れて交際を始める。レズリーは長年の夢であった市議会員選挙の話を持ちかけられるが、スキャンダルに成り得ることについて聞かれたとき、ベンとの交際については黙った。トムは彼の友達 ジーン＝ラルフィオ (演：ベン・シュワルツ) とエンターテインメント会社を立ち上げるため市役所を辞める。シーズンはロンが彼の1人目の元妻で同じくタミーという名の『タミー その1』が会いにきたと知り、怯え、終わる。

### シーズン4
ベンの支えもあり、レズリーは市議会選挙に立候補し、2人の交際を終わらせることを決める。レズリーはアンディをアシスタントとして雇う。パトリシア・クラークソンがロンの1人目の元妻『タミー その1』役として登場する。彼女は国税局職員の権力を利用し、ロンを国から監視されていると騙し、一時的に彼の人生すべてを支配する。トムとジーン＝ラルフィオの会社『エンターテインメント720』は実質の少ない収入より、かなり多くの投資を行ったため即倒産し、トムは市役所に再就職する 。公私共にうまくいかないため、ベンとレズリーは再びヨリを戻す。ベンはレズリーが失職しないようにするため、彼の職を犠牲にする。このことによって、レズリーの選挙アドバイザーは活動を停止し、公園課のメンバーがボランティアとして選挙活動スタッフになる。ベンはレズリーの選挙マネージャーになることに同意する。レズリーの元彼 デイブ (演：ルイ・C・K) が再登場し、失敗に終わるがレズリーを取り戻そうとする。レズリーの選挙活動は彼女の宿敵 ボビー・ニューポート (演：ポール・ラッド) と彼の有名な選挙マネージャー ジェニファー・バークレイ (演：キャスリン・ハーン) の施策によって数多くの試練に遭遇する。アンとトムはかなり荒い交際を始める。エイプリルは公園課により責任感を抱くようになり、レズリーの日頃の仕事をこなせるようになる。シーズン終わりで、ジェニファーはベンにワシントンでの仕事をオファーし、仕方なくベンを引き受ける。投票結果が始めニューポートが当選したと出たが、再集計の結果レズリーが当選した。

## エピソード
| シーズン | シーズン   | 話数       | 話数       | 放送期間      | 放送期間      |
| シーズン | シーズン   | 話数       | 話数       | 初回放送      | 最終回放送    |
| -------- | ---------- | ---------- | ---------- | ------------- | ------------- |
|          | 1          | 6          | 6          | 2009年4月9日  | 2009年5月14日 |
|          | 2          | 24         | 24         | 2009年9月17日 | 2010年5月20日 |
|          | 3          | 16         | 16         | 2011年1月20日 | 2011年5月19日 |
|          | 4          | 22         | 22         | 2011年9月22日 | 2012年5月10日 |
|          | 5          | 22         | 22         | 2012年9月20日 | 2013年5月2日  |
|          | 6          | 22         | 22         | 2013年9月26日 | 2014年4月24日 |
|          | 7          | 13         | 13         | 2015年1月13日 | 2015年2月24日 |
|          | スペシャル | スペシャル | スペシャル | 2020年4月30日 | 2020年4月30日 |

## 外部サイト
- 公式ウェブサイト - NBC（英語）
- Parks and Recreation - IMDb（英語）
- Fictional city website
- Parks and Recreation Wiki